# Songs (Nice Little Penguins-album)
Songs (that didn't make it) er det syvende studiealbum af det danske poporkester Nice Little Penguins. Det udkom 3. februar 2014 og er udgivet på Iceberg Records og på bandets eget selskab South Pole Records. Songs er produceret af bandet selv og består af i alt 15 gamle sange, der af forskellige årsager aldrig kom med på bandets tidligere udgivelser.

## Spor
1. "The Ocean"
2. "Crazy World"
3. "Amazing"
4. "How Long"
5. "Spinning"
6. "Give Me A Reason"
7. "Happy People"
8. "It's A Great Day"
9. "Sorry"
10. "Love Is The Reason"
11. "Like A Free Bird"
12. "I Can't Say"
13. "You're My Heartbeat"
14. "I Don't Know"
15. "Save'em For A Rainy Day"